# Château de Raudondvaris
 (mars 2023).
Si vous disposez d'ouvrages ou d'articles de référence ou si vous connaissez des sites web de qualité traitant du thème abordé ici, merci de compléter l'article en donnant les références utiles à sa vérifiabilité et en les liant à la section « Notes et références ».
Le château de Raudondvaris (Lituanien: Raudondvario pilis, Polonais: Czerwony Dwór, litérallement "Manoir rouge"), aussi appelé Manoir de Raudondvaris est un château situé à Raudondvaris (en), dans le centre de la Lituanie.